# Szent Hosius
Szent Hosius (Hispania vagy Egyiptom, 257(?) – Hispania, 357) córdobai püspök. 
295 körül választották Córdoba püspökévé. Hitvalló a Diocletianus-féle keresztényüldözés idején. A 300-as évek elején részt vett az elvirai zsinaton. 313-tól Nagy Konstantin tanácsadója. 323-ban sikertelenül közvetített Alexandriai Szent Alexandrosz, alexandriai püspök és Arius között. Nagy szerepet vállalt I. Szilveszter pápa legátusaként a zsinat irányításában, ő írta alá elsőként a határozatokat. A zsinat után visszatért Hispániába. 343-ban ő vezette a szerdikai zsinatot, és ő fogalmazta meg a legfontosabb kánonokat. Határozottan védte Nagy Szent Atanázt. 343-ban a már nagyon idős Hosiust elvitték a szirmiumi zsinatra is. II. Constantius 357-ben Sirmiumba (a mai Szerbia) száműzte, és próbálta rákényszeríteni az ariánus hitvallás aláírására.